# Тетірка
Теті́рка — село в Україні, у Житомирському районі, Житомирської області. Входить до складу Курненської сільської громади. Населення становить 593 особи. До 2020 року орган місцевого самоврядування — Тетірська сільська рада.

## Назва
За переказами старожилів, назва села Тетірка походить від назви птахів тетеруків. Навколо села в давнину росли дрімучі ліси, з переважаючими березовими гаями, саме в цих лісах водилася велика кількість тетеруків.

## Історія
Заснований населений пункт приблизно в ХІІІ столітті, коли Батий у 1240 році захопив Київ і зі своєю ордою рушив на Захід.
Після спустошення сіл, що були розташовані біля Старого шляху, таких як Курне, Соколів, Улашанівка, люди, які залишилися живими, вибрали найглухіші місця, куди не змогли б проникнути вороги. Таким місцем виявилася і територія, на якій знаходиться нині село Тетірка.
Ще в XVI столітті починає розвиватися фільваркове господарство, яке розширило орні землі, посилило експлуатацію місцевого населення. У цей час зникає підсічна система господарства, вводиться трипілля.
Поміщик Ілінський запроваджує в селі грошовий оброк. Так, посилаючись на грамоту Катерини ІІ 1783 року, він вніс усіх переселенців до списків кріпаків. Переселенці скаржились цареві на незаконне їх закріпачення. Але земський суд і Волинський губернатор вирішили, що переселенці повинні коритися волі поміщика. В географічно — економічних описах Овруцького повіту Волинської губернії за 1972(?) рік перераховані села, які були у власності земельних магнатів Ілінських, серед них значилося і село Тетірка.
15 липня 1846 року Генріх Ілінський дарує дочці Ядвізі у формі приданого «Восьме помістя Соколівського ключа»- село Тетірку. А напередодні 1861 року село поміщиця Ядвіга Стецька здала у державну казну, оскільки заборгувала перед нею.
Після Жовтневої перевороту жителі Тетірки брали активну участь в російсько-українській війні 1917—1921. Сільська рада в Тетірці була обрана наприкінці 1920 року. Першим її головою став Остап Максимович Симон, секретарем — Терентій Мошківський. В 1925 році головою сільської ради обрано Олександра Корнійчука. А коли було створено Курненську волость, то членом першого волосного комітету — Миколу Максимовича Корнійчука.
Примусова колективізація в селі почалася в 1929 році. Перше колективне господарство дістало назву «Прогрес», а головою колгоспу став С. М. Талько. Таких колгоспів було кілька, тому після об'єднання єдиний тетірський колгосп було названо «Переможець». В 1940 році льонарі Тетірки добилися значних результатів у вирощуванні цієї культури, були учасниками Всесоюзної сільськогосподарської виставки, удостоювалися нагород.
З 1946 по 1953 рік у Тетірці було збудовано 7 тваринницьких приміщень, тіпальний пункт, млин, два зерносховища, дитячі ясла та кормокухня. Постійно збагачувалася матеріальна база колгоспу. Станом на 1977 рік господарство мало 19 тракторів, 16 комбайнів різноманітного призначення, 13 автомашин.
Колишній орган місцевого самоврядування — Тетірська сільська рада.

## Населення

### Мова
Розподіл населення за рідною мовою за даними перепису 2001 року:
| Мова            | Кількість | Відсоток |
| --------------- | --------- | -------- |
| українська      | 589       | 99.33 %  |
| російська       | 3         | 0.50 %   |
| інші/не вказали | 1         | 0.17 %   |
| Усього          | 593       | 100 %    |